# Strada statale 100 di Gioia del Colle
La strada statale 100 di Gioia del Colle (SS 100) è una strada statale italiana.

## Storia
La strada statale 100 fu istituita nel 1928 con il percorso "Bari-Gioia del Colle-Mottola-Innesto con la n. 7" e la denominazione di "Di Gioia del Colle".

## Caratteristiche
Costituita da tratte eterogenee, collega Bari sulla costa del mare Adriatico al territorio del comune di Massafra, di cui non raggiunge il centro abitato. Continua direttamente nel tratto della Strada statale 7 che va da Massafra a Taranto. Quindi la SS100 funge da collegamento tra le province di Bari e Taranto.
Per via dell'accentuata urbanizzazione della costa del mare Adriatico e in seguito al boom dei mezzi automobilistici, è spesso congestionata (in particolar modo nel periodo estivo); risulta quindi inadatta (eccetto nei tratti più a sud) come strada di scorrimento. Per questi motivi è stata affiancata fin dagli anni settanta dall'autostrada A14 adriatica Bologna - Taranto, che si sviluppa approssimativamente sullo stesso percorso. Inoltre, in prossimità dei maggiori centri abitati, il percorso originario è stato soppiantato da tratte in variante, a volte con caratteristiche di superstrada o tangenziale.

## Percorso
La SS 100, nel percorso originario, ha inizio nel centro di Bari, da un incrocio dell'estramurale Capruzzi, come via Giovanni Amendola un tempo denominata via per Capurso. Si dirige in direzione sud, incrociando dapprima la tangenziale di Bari (svincolo 13A e B) e raggiunge poi Capurso, oggi evitando il centro cittadino con un percorso in variante.
Più avanti, attraversati i territori di Cellamare, Casamassima e Sammichele di Bari sempre in variante rispetto al tracciato originario, la SS 100 giunge a Gioia del Colle, percorre alcuni tratti in parallelo alla A14, distanziati da una decina di km.
Dopo aver superato Mottola, nel territorio di Massafra termina immettendosi nella strada statale 7 Via Appia, con lo svincolo per Palagiano.
Nel tratto Bari - Gioia del Colle si presenta come una vera e propria superstrada (dotata anche di pannelli a messaggio variabile), anche se il limite di velocità è di 90 km/h.

## Tracciato
| di Gioia del Colle | |           | |           |
| Tipo               | Indicazione | km        | Note | Provincia |
|                    | Bari via Amendola |           | Inizio di via Giovanni Amendola, all'incrocio con l'Estramurale via Giuseppe Capruzzi. |           |
|                    | Bari via Postiglione |           | Incrocio di accesso alla I mediana (via Gaetano Postiglione). |           |
|                    | Bari Japigia centro stazione Palazzetto dello sport Sacrario dei caduti d'oltremare di Bari Fiera Porto Comando polizia municipale              |           | Incrocio semaforico di accesso alla II mediana (via Adolfo Omodeo, Ponte Padre Pio (per il quartiere Japigia), e alla strada privata Stoppelli. |           |
|                    | Bari San Pasquale |           | Rotatoria di accesso alla III mediana (viale Luigi Einaudi) e alla via Cesare Diomede Fresa. |           |
|                    | Bari San Pasquale |           | Rotatoria di accesso alla via Pietro Leonida Laforgia e al viale Vito Vittorio Lenoci. |           |
|                    | Bari San Pasquale |           | Rotatoria di accesso alla via Samuel Friedrich Hahnemann e alla via Gino Strada. |           |
|                    | Bari Mungivacca Ospedale Mater Dei | 4,6       | Rotatoria di accesso alla via Conte Giusso e al tratto ANAS della statale 100. |           |
|                    | Bari Via Amendola | 4,615     | | BA        |
|                    | Bari Mungivacca | 4,7       | Accesso al quartiere Mungivacca (solo uscita). | BA        |
|                    | Foggia Tangenziale di Bari direzione Nord Bologna-Bari Bari-Taranto Napoli-Canosa Fiera del Levante Aeroporto "Karol Wojtyła" Stadio San Nicola |           | | BA        |
|                    | Tangenziale di Bari direzione Sud Fasano Brindisi Lecce Palazzetto dello sport                                                                  | 4,8       | | BA        |
|                    | Stazione di Bari Mungivacca Parcheggio di scambio Centro commerciale Orto botanico Viabilità di servizio                                        | 5,3       | | BA        |
|                    | Ferrovia Bari-Casamassima-Putignano | 5,7       | | BA        |
|                    | Viabilità di servizio Orto botanico Centro commerciale                                                                                          | 6,9       | | BA        |
|                    | Area di servizio | 7,2       | Solo in direzione Taranto | BA        |
|                    | Triggiano Bari Carbonara Capurso | 8,6       | Lo svincolo è in uscita per entrambe le direzioni di marcia. Per l'ingresso invece, è allo stesso livello per andare verso Taranto, mentre per andare verso Bari lo svincolo è al chilometro 7,6                                                          | BA        |
|                    | Area di servizio | 9,6       | In entrambe le direzioni | BA        |
|                    | Capurso Valenzano | 9,9       | | BA        |
|                    | Strada Comunale Marrone Zona industriale di Capurso Basilica Madonna del Pozzo                                                                  | 11,1      | | BA        |
|                    | Cellamare Zona industriale di Capurso | 12,5      | L'ingresso su entrambe le carreggiate è al chilometro 12,5, ma l'uscita verso Cellamare, per quanto riguarda la carreggiata in direzione Bari, si trova al chilometro 14,2, da cui si segue la viabilità di servizio per giungere all'inizio della SP 98. | BA        |
|                    | Viabilità di servizio | 14,1      | | BA        |
|                    | Area di servizio | 14,7      | Solo in direzione Bari | BA        |
|                    | Adelfia Rutigliano Valenzano Cimitero Militare Polacco Viabilità di servizio                                                                    | 15,2      | | BA        |
|                    | Area di servizio | 17,4      | Solo in direzione Bari | BA        |
|                    | Viabilità di servizio Zona residenziale | 17,5      | Solo in direzione Taranto | BA        |
|                    | Casamassima Baricentro Viabilità di servizio | 18,2      | Inizio del tratto in variante tangenziale a Casamassima. Questo svincolo rappresenta il proseguimento del vecchio tracciato, che continuerà al chilometro 23,0.                                                                                           | BA        |
|                    | Casamassima Noicattaro Rutigliano Parco Commerciale Casamassima Viabilità di servizio                                                           | 19,7      | | BA        |
|                    | Casamassima Conversano Viabilità di servizio | 20,9      | In direzione Bari questo svincolo si trova al chilometro 20,8 | BA        |
|                    | Casamassima Turi Putignano Alberobello Locorotondo Martina Franca Castellana Grotte                                                             | 21,7      | | BA        |
|                    | Casamassima Viabilità di servizio | 23,0      | | BA        |
|                    | Sammichele di Bari | 26,6      | Lo stesso svincolo di trova al chilometro 27,4 in direzione Bari | BA        |
|                    | Ferrovia Bari Casamassima Putignano | 27,3      | | BA        |
|                    | Sammichele di Bari Acquaviva delle Fonti Bologna-Taranto                                                                                        | 28,7      | | BA        |
|                    | Sammichele di Bari | 30,0      | Solo in direzione Bari | BA        |
|                    | Sammichele di Bari | 31,0      | | BA        |
|                    | Putignano Acquaviva delle Fonti Zona industriale                                                                                                | 32,9      | | BA        |
|                    | Gioia del Colle Nord Acquaviva delle Fonti Santeramo in Colle Bologna-Taranto                                                                   | 34,1 34,3 | Direzione Taranto Direzione Bari | BA        |
|                    | Gioia del Colle Est Acquaviva delle Fonti Putignano Bologna-Taranto                                                                             | 37,3 37,5 | Direzione Taranto Direzione Bari | BA        |
|                    | Area di servizio | 37,9      | Direzione Bari | BA        |
|                    | Gioia del Colle Centro Noci | 39,0 39,4 | Direzione Taranto Direzione Bari | BA        |
|                    | Galleria Gioia (l. 300 m) | 39,3      | | BA        |
|                    | Gioia del Colle Sud Aeroporto Militare Ospedale "Paradiso"                                                                                      | 41,7 42,6 | Direzione Taranto Direzione Bari | BA        |
|                    | Riduzione corsie disponibili | 43,7      | Direzione Taranto | BA        |
|                    | Area di servizio | 44,1      | Solo in direzione Taranto | BA        |
|                    | Viabilità di Servizio Inversione di marcia | 44,3      | | BA        |
|                    | Fine spartitraffico centrale | 44,6      | Fine tratto raddoppiato | BA        |
|                    | Servizi alla persona | 45,0      | |           |
|                    | Contrada Terzi | 47,5      | |           |
|                    | Area di servizio | 48,0      | Corsia direzione Bari |           |
|                    | Area di servizio | 48,7      | Corsia direzione Taranto | TA        |
|                    | Noci | 49,2      | | TA        |
|                    | Laterza Ginosa Matera Castellaneta Zona industriale di Mottola Bologna-Taranto                                                                  | 52,6      | | TA        |
|                    | Palagianello | 54,6      | | TA        |
|                    | Area di servizio | 57,1      | Corsia direzione Taranto | TA        |
|                    | Aumento corsie disponibili | 58,3      | | TA        |
|                    | Area di servizio | 59,0      | Solo in direzione Bari | TA        |
|                    | Mottola Noci Putignano Grotte di Castellana Alberobello                                                                                         | 60,2      | | TA        |
|                    | Riduzione corsie disponibili | 62,3      | Solo in direzione Taranto | TA        |
|                    | Galleria Mauro (l. 232 m) | 62,4      | | TA        |
|                    | Aumento corsie disponibili | 63,0      | Solo in direzione Taranto | TA        |
|                    | Palagiano Matera Jonica Reggio Calabria | 66,2      | | TA        |
|                    | Massafra Taranto | 66,6      | | TA        |